# Ярополк Ярославич
Ярополк (в хрещенні — Гавриїл) Ярославич (? — після 1212) — удільний руський князь з династії Ольговичів, князь новгородський (1196—1197), ймовірно вишгородський (1210—1214), син чернігівського князя Ярослава Всеволодовича.
У літописах згаданий двічі. 1197 року відправлений батьком княжити у Новгород. 1212 року, під час міжусобної боротьби за Київ між Смоленськими Ростиславичами та Чернігівськими Ольговичами, був захоплений першими в полон у Вишгороді разом з братом, Ростиславом. Про подальшу долю князя невідомо.
Мав дружину яку звали Василіса та сина Всеволода. За однією із версій його внуком міг бути князь Андрій Всеволодович, який правив у Чернігові після монгольської навали.